# Can Climent (Sant Feliu de Codines)
Can Climent és una obra amb elements barrocs de Sant Feliu de Codines (Vallès Oriental) inclosa a l'Inventari del Patrimoni Arquitectònic de Catalunya.

## Descripció
Casa unifamiliar amb coberta a una vessant i carener paral·lel a la façana. Actualment degut a les construccions annexes té una composició asimètrica. L'edifici consta de planta baixa i pis. El portal d'accés és adovellat i l'única finestra que hi ha és de caràcter renaixentista amb motllures als costats, ampit i guardapols. A sobre l'escut de la casa.
Adossat a l'edifici i perpendicular hi ha un cos, en el qual la part superior forma una petita galeria amb tres arcades fetes del segle xx.